# Theridion zonatum
Theridion zonatum là một loài nhện trong họ Theridiidae.
Loài này thuộc chi Theridion. Theridion zonatum được miêu tả năm 1841 bởi Eydoux & Souleyet.